# Peggy Milner
Margaret Mary Milner, detta Peggy (Seattle, 4 luglio 1925 – 22 marzo 2016), è stata una cestista canadese.

## Carriera
Con il Canada ha disputato i Giochi panamericani di Città del Messico 1955.